# ヨハン・ナッテラー

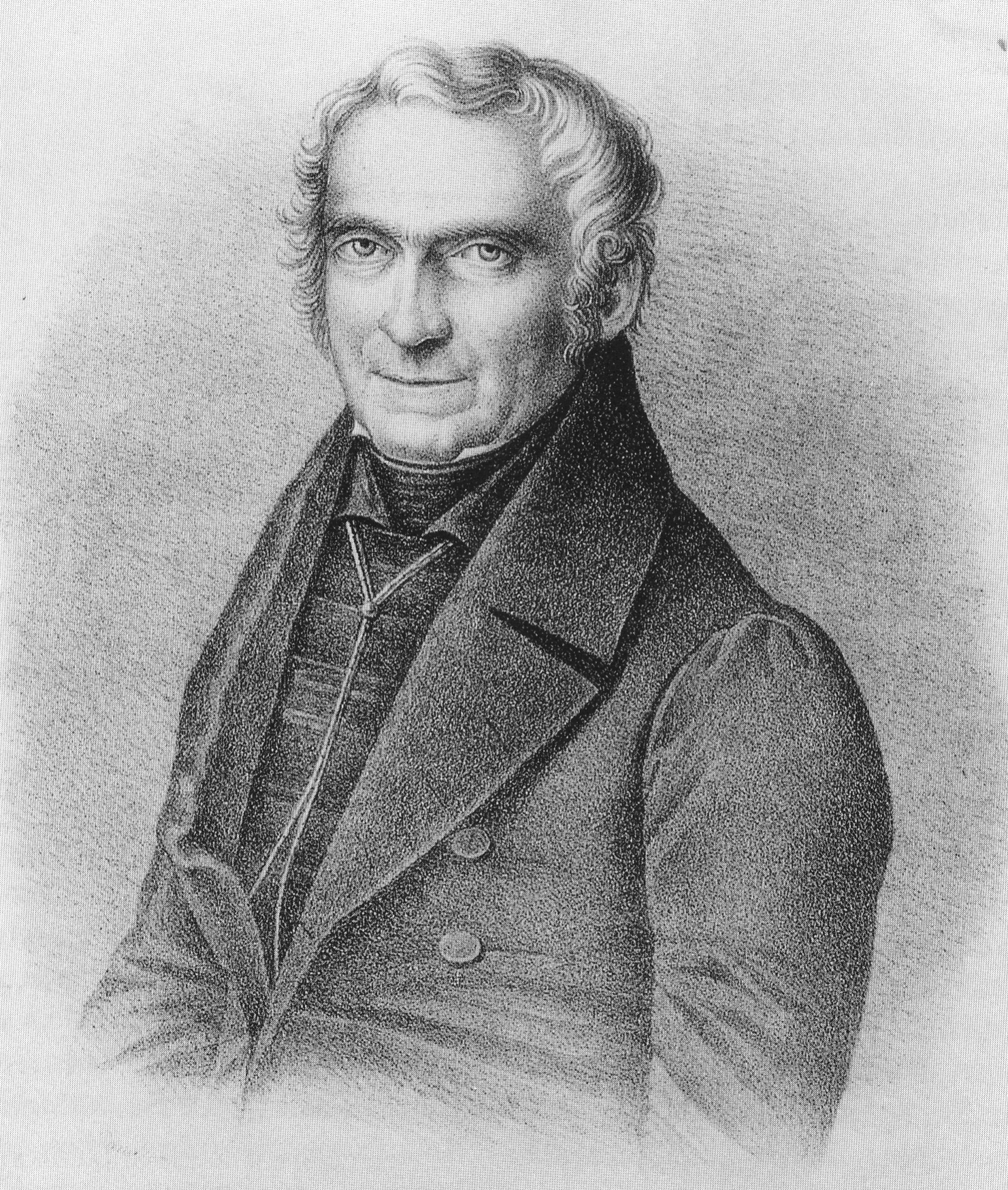
Johann Natterer

ヨハン・ナッテラー（Johann Natterer、1787年11月9日 - 1843年7月17日）は、オーストリアの博物学者である。
ブラジルの探検を行い多くの動物標本を集めた。

## 生涯
動物標本作り（Tierpräperators）を仕事とするヨーゼフ・ナッテラー（Joseph Natterer Sr.）の息子に生まれた。オーストリア皇帝、フランツ1世がラクセンブルク鷹狩に訪れたとき、父親の作った地元の鳥や動物、昆虫の標本を購入し、父親に標本の収集の資金を与えた。これらの標本は1794年にウィーンに持ち帰られ、博物館に納められた。父親は2人の息子を伴い、かれらに標本つくりの技術を教えた。兄のヨーゼフ・ナッテラーは博物館の最初の学芸員となった。ヨハン・ナッテラーは1802年からウィーンのReal-Akademieなどで科学を学んだ。
1817年にフランツ1世は娘のマリア・レオポルディナ・デ・アウストリアがブラジル皇帝になるドン・ペドロ・プリメイロに嫁いだ機会に、ブラジル探検の資金を提供し、ナッテラーは探検隊のメンバーに選ばれた。他のメンバーにはヨハン・バプチスト・フォン・スピックス(Johann Baptist von Spix) とカール・フリードリヒ・フィリップ・フォン・マルティウス(Carl Friedrich Philipp von Martius)らがいた。ナッテラーは南アメリカに18年間滞在し、1835年に多くの標本を携えてウィーンに戻った。標本にはレピドシレン・パラドクサ（Lepidosiren paradoxa:南米の肺魚）などがありHof-Naturalien-Cabinetに収蔵された。
ナッテラーは旅行記を書くことなく、また彼のノート、日記は1848年のウィーン革命のホーフブルク宮殿の火災で失われた。ナッテラーの標本はアウグスト・フォン・ペルツェルン（August von Pelzeln）によって研究され、『ブラジルの鳥類』（"Zur Ornithologie Brasiliens, Resultate von Johann Natterers Reisen in den Jahren 1817 bis 1835"）として出版された。
ナッテラーの60,000の昆虫の標本は火災を免れ、ウィーン自然史博物館の"Brazilian museum"の一部となっている。